# Protos F1
 Protos és el nom d'un equip britànic de cotxes de competició que va arribar a disputar curses a la Fórmula 1.
Va participar en un únic Gran Premi, (a la categoria F2) disputant el Gran Premi d'Alemanya de la temporada 1967 de la mà del pilot alemany Kurt Ahrens Jr., havent de retirar-se a la volta 4 per problemes mecànics i no assolint cap punt pel campionat de pilots.

## Resultats a la Fórmula 1
| Any  | Pilots          | 1   | 2   | 3   | 4   | 5   | 6   | 7       | 8   | 9   | 10  | 11  | Posició | Punts |
| ---- | --------------- | --- | --- | --- | --- | --- | --- | ------- | --- | --- | --- | --- | ------- | ----- |
| 1967 | Kurt Ahrens Jr. | SUD | MON | HOL | BEL | FRA | GBR | ALE Ret | CAN | ITA | USA | MEX | -       | 0     |

### Resum
| Curses: | Victòries: | Pòdiums: | Poles: | Voltes ràpides: | Punts: |
| ------- | ---------- | -------- | ------ | --------------- | ------ |
| 1       | 0          | 0        | 0      | 0               | 0      |